# Crioa
Crioa (in greco antico: Κριώα?, Krióa) era un demo dell'Attica; non si sa con certezza dove fosse collocato.
Se Pallante, eroe eponimo del demo di Pallene, è da considerarsi come il figlio di Crio e non quello di Pandione, allora Crioa si sarebbe dovuto trovare vicino a Pallene. Euelpide, personaggio della commedia Gli uccelli di Aristofane, veniva da Crioa. 